# Interno 7
Interno 7 è il nono album in studio del rapper italiano Piotta pubblicato il 28 settembre 2018.

## Descrizione
L'album è ripartito in due parti, lato A e B; le prime 6 tracce sono state pubblicate il 21 settembre, mentre le restanti il 28 settembre.
Interno 7 segue a tre anni di distanza il precedente album in studio Nemici e come quest'ultimo è prodotto dallo stesso Piotta e da Emiliano Rubbi e registrato e mixato presso gli studi La Zona e Walla Walla Music Factory di Roma. Nei quattordici brani contenuti nel disco sono presenti diversi ospiti tra i quali: Primo Brown, l'Orchestraccia, Er Pinto e il musicista australiano Benjamin Stanford meglio noto come Dub FX. A detta dello stesso Piotta Interno 7 è il suo album più intimo ed è incentrato sul concetto di tempo, la memoria e i ricordi. Il titolo fa appunto riferimento alla vecchia casa di famiglia di Piotta.

## Tracce
1. Ma la vita
2. Solo per noi
3. Il tempo ritrovato
4. Hai mai
5. Le facce nascoste
6. Maledetti quegli anni 90
7. Fa na buona jobba (feat. Dub FX)
8. Di noi (back to the 90's RMX)
9. Un'estate ed è finito (feat. Primo Brown)
10. Sempre là
11. Interno 7 (feat. Er Pinto)
12. Il primo sogno (feat. Orchestraccia)
13. P.le Lagosta,1 2018
14. Di noi (Original Version) – 3:39

## Formazione
- Piotta - voce
- Francesco Fioravanti - chitarra
- Benjamin Ventura - tastiere
- Guerino Rondolone - basso
- Viola Rossi - cori
- Emiliano Rubbi - programming
- Secco Jones - turntablism su "Il tempo ritrovato"